# Oblężenie Nicei (1543)
Oblężenie Nicei – oblężenie miasta przez sprzymierzoną armię francusko-osmańską, które miało miejsce w dniach 5 sierpnia – 7 września 1543 w trakcie wojny Franciszka I z Karolem V Habsburgiem (1542–1544) toczonej w ramach wojen włoskich. 
Po podpisaniu umowy pomiędzy królem francuskim Franciszkiem I a Osmanami, sułtan Sulejman I Wspaniały wysłał flotę korsarską pod wodzą Chajr ad-Dina Barbarossy na wody zatoki nicejskiej z rozkazem zaatakowania miasta. Krótko potem lądowa armia francuska dotarła pod miasto, rozpoczynając trwające miesiąc oblężenie. Po miesiącu walk armia Franciszka I wycofała się po nadciągnięciu sił Karola V. 

## Sytuacja wyjściowa
Zarówno Francja Franciszka I, jak i Hiszpania Karola V miały swoje interesy w Italii. W tej sytuacji doszło do wybuchu konfliktu pomiędzy oboma władcami o wpływy w miastach włoskich. Franciszek I podjął też próby zawarcia porozumienia z księciem Sabaudii, który kontrolował strategicznie ważne przełęcze alpejskie. Z tych samych powodów z księstwem Sabaudii zamierzał porozumieć się Karol V. Urzędujący ówcześnie książę Sabaudii Karol III, wuj Franciszka I i szwagier Karola I, nie był początkowo zainteresowany poparciem dla żadnej ze stron. Nadał jednak Karolowi V kilka księstw w Piemoncie, co spotkało się ze zdecydowanym sprzeciwem Franciszka I, który zażądał nadania mu hrabstwa Nicei, mającego ważne położenie strategiczne. W tej sytuacji do sporu włączył się papież Klemens VII, który starał się nakłonić obu władców do podpisania układu pokojowego. Franciszek I zgodził się, żądając jednak aby rozmowy toczono w Nicei, a miasto w trakcie rokowań miało znajdować się pod opieką papieską. Karol III, obawiając się podstępu, odmówił jednak spotkania.

## Sojusz Franciszka I z Turcją
Trudną sytuację skomplikowała dodatkowo postawa sprzymierzeńca Francuzów, genueńskiego admirała Andrei Dorii, który przeszedł na stronę Habsburgów. Tym samym król francuski stracił większą część swojej floty i panowanie na Morzu Śródziemnym. Nowych sprzymierzeńców znalazł w końcu w Osmanach (Zresztą pierwsze kontakty z Turkami nawiązał już po bitwie pod Pawią w roku 1525, po której władca dostał się do niewoli). Jego matka Luiza Sabaudzka przyczyniła się w znacznym stopniu do tego, uzyskując wsparcie tureckie. W roku 1536 Franciszek zawiązał sojusz z sułtanem Sulejmanem, który zagwarantował mu pomoc w wojnie z Karolem V. 
Od roku 1453 Osmanowie po zdobyciu Konstantynopola byli w posiadaniu całego Półwyspu Bałkańskiego, atakując habsburskie posiadłości, w tym stolicę Wiedeń. Pomimo odparcia Turków, stale istniało zagrożenie z ich strony. Z obawy przed Turkami większość państw europejskich zawiązała sojusz antyturecki. Alians Franciszka z Turcją był szokującą wiadomością dla wielu krajów, tym bardziej że Franciszek I zaledwie trzy lata wcześniej uzyskał pomoc ze strony samego papieża. 

## Wojna sabaudzka
Po śmierci w październiku 1535 r. księcia Mediolanu Franciszka II Sforzy, Karol V objął władzę w księstwie Mediolanu. Skłoniło to Franciszka I do wystąpienia przeciwko rywalowi. Władca francuski pomaszerował do księstwa Sabaudii, dokąd wycofał się Karol III. Jego całe królestwo dostało się w ręce Franciszka I z wyjątkiem miast Nicea oraz Vercelli. Karol wraz ze swoją rodziną schronił się w zamku nicejskim. 
W odpowiedzi na krok Franciszka I, Karol V wkroczył latem 1536 r. do Prowansji, gdzie nie odniósł jednak większego sukcesu. Francuzi niszczyli główne ośrodki zaopatrzenia przeciwnika, unikając walnej bitwy, schronili się w umocnionym obozie w Awinionie. Armia cesarska krótko potem została zmuszona na skutek głodu i chorób do wycofania się z tego regionu. Francuzi, którzy także mieli problemy zaopatrzeniowe, nie byli w stanie kontynuować jednak walk z Karolem III. 
Obie strony zamierzały się jednak porozumieć, wobec czego obaj władcy uzgodnili spotkanie w Nicei pod patronatem ówczesnego papieża Pawła III. Karol V wylądował dnia 5 maja w Villafrance, położonym kilka km od Nicei, w tym czasie papież wyruszył z Rzymu w drogę do Nicei. Niespodziewanie jednak Karol III odmówił spotkania w mieście. Władca chciał spotkać się w innym miejscu, na co nie zgodził się papież. Karol V pozostał zatem na swoim okręcie admiralskim. Franciszek I nie pojawił się natomiast osobiście, wysyłając tylko swoich przedstawicieli. Pomimo trudnej sytuacji dnia 18 czerwca władcom udało się zawrzeć zawieszenie broni, które miało trwać 10 lat, a w rzeczywistości przetrwało zaledwie 4 lata.

## Przygotowania do oblężenia
W trakcie rozejmu Franciszek I podjął rozmowy z Osmanami, których wsparcie zamierzał zapewnić sobie na wypadek zerwania umowy przez Habsburgów. W roku 1541 w Konstantynopolu zamordowano na wniosek cesarza francuskiego ambasadora Antoine Rincona. Skłoniło to Franciszka I do nacisków na sułtana, od którego zażądał decyzji w kwestii pomocy. Sułtan początkowo dał odpowiedź wymijającą, oddalając decyzję o dwa lata. W końcu jednak uległ naciskom Francji i nakazał flocie Cheir ed-Din Barbarossy wypłynięcie w morze. Dowódca floty miał spotkać się z królem francuskim i dowódcą gwardii królewskiej Antoine Paulinem, którym zamierzał przekazać od sułtana zapewnienie wsparcia. 
Flota turecka licząca 110 galer i 14 000 ludzi popłynęła w kierunku Marsylii, gdzie spotkała się z flotą francuską Paulina liczącą 40 galer. Dnia 16 czerwca część floty francuskiej pojawiła się w pobliżu Nicei. Liczącą 17 galer strażą przednią dowodził namiestnik Prowansji hrabia Louis de Grignan, któremu pomagał nicejczyk Benedetto Grimaldi. 
W okolicy Lympia cztery galery starały się wysadzić na ląd swoich ludzi, jednak zamierzenie to nie powiodło się. Żołnierze francuscy zostali odparci i zmuszeni do ucieczki. Ciężko ranny kapitan tej eskadry na krótko przed śmiercią zdążył jeszcze wyjawić przeciwnikowi informację o nadciągających okrętach tureckich. Kilka dni później dnia 5 lipca 1543 r. 110 galer tureckich wzięło kurs z Marsylii na Niceę. Przebywający w mieście Karol III wydał rozkaz wzmocnienia stanowisk obronnych. 
Tymczasem pomiędzy Franciszkiem I a Barbarossą trwał spór na temat przyśpieszenia akcji, czego domagał się admirał turecki. Wzmógł on nacisk na Paulina, który początkowo opierał się szybkiej akcji. Barbarossa dał jednak do zrozumienia królowi, że przybył tu po to, aby szybko zdobyć miasto i uzyskać za to wynagrodzenie, a przeciągające się walki mogłyby mu to uniemożliwić.

## Oblężenie Nicei
Miasto było słabo przygotowane do oblężenia. Cesarz przebywał w tym czasie w innej części swojego kraju, w związku z czym Nicea zdana była jedynie na sześć kompanii arkebuzerów oraz solidne mury miejskie, bronione przez trzystu ludzi. Do obrony dzielnic mieszkalnych Karol III wyznaczył Andreę Odineta, natomiast obroną zamku miał dowodzić były rycerz zakonu joannitów Paolo Simeoni de'Bardi, którego nadejścia pilnie oczekiwano. 
Obrońcy mieli naprzeciw siebie siły Barbarossy (14 000 ludzi) oraz flotę Paulina (7 000 ludzi). Dnia 11 sierpnia dołączyło do nich kolejne 12 000 żołnierzy, których przyprowadził Francois de Burbon-Vendôme, hrabia d'Enghien. Po stronie francuskiej była też toskańska kompania pod wodzą Leone Strozzi i wolny korpus Paulina. 
Podczas gdy armia francuska maszerowała w kierunku Nicei, Barbarossa rozpoczął działania oblężnicze. Dnia 5 sierpnia Turcy wyładowali na ląd 75 dział oblężniczych. Krótko później dwóch wysłanników z miasta podjęło próbę przedarcia się do Barbarossy, z którym zamierzali pertraktować. Zostali dopuszczeni jednak tylko do Paulina, który dał im do zrozumienia, że ich jedyną szansą jest kapitulacja. Następnego dnia, 6 sierpnia, posłaniec Paulina zażądał poddania miasta Francuzom, co spotkało się z odmową Karola III. 
Dnia 7 sierpnia na ląd zeszły z okrętów wojska tureckie, które przypuściły atak na miasto. W toku walk pojawił się także de'Bardi na czele 50 ludzi, który zajął pozycje w zamku. Walki toczone cały dzień zakończyły się porażką Turków. Następne dwa dni upłynęły spokojnie, dopiero 10 sierpnia oblegający ponownie zażądali kapitulacji i tym razem odrzuconej przez Karola III. 
Dnia 11 sierpnia pod miasto nadeszły wojska hrabiego Enghien. Paulin nakazał dezerterowi sabaudzkiemu Grimaldiemu udanie się wraz z francuskim posłańcem i przekazanie ultimatum obrońcom. Gdy ten tylko jednak pojawił się przed bramami miasta, został aresztowany i uwięziony w zamku. Po trzech godzinach niewoli Grimaldi został stracony przez uduszenie. Jako przestrogę, obrońcy powiesili ciało Sabaudczyka za nogę na blance murów miejskich. Francuski posłaniec, chroniony prawem wojennym, powrócił do obozu z odmowną odpowiedzią. 

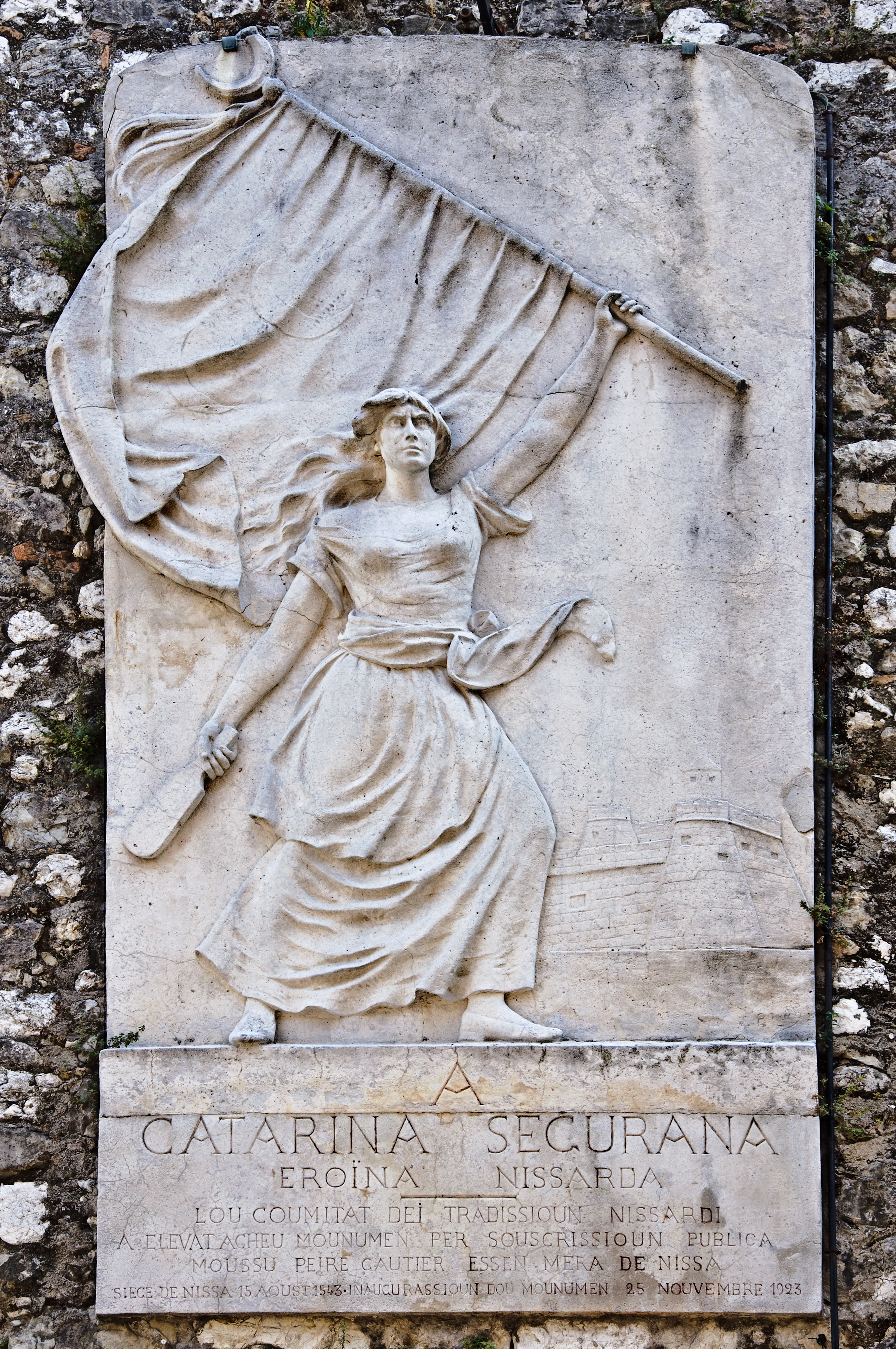
Catherine Ségurane

W dniach 12-14 sierpnia ataki ponawiano. 14 sierpnia jedna z wystrzelonych z zamku kul trafiła syna Barbarossy, który w zemście nakazał ściąć znajdujących się w niewoli tureckiej jeńców złapanych 7 sierpnia. Rankiem 15 sierpnia 120 galer ustawiło się przed samym miastem. O godz. 8 rano okręty rozpoczęły ostrzał Nicei. Udało się im nawet dokonać kilku wyłomów w murach miejskich. W miejscach tych atakujący przy pomocy drabin próbowali bezskutecznie wedrzeć się do miasta. 
Nie mniej ciężkie walki toczono po przeciwnej stronie twierdzy. W jednym z miejsc, mieszkańcy miasta nie byli w stanie powstrzymać Turków, którzy wdrapali się na mur, gdzie osadzili nawet chorągiew z półksiężycem. Chorągiew została jednak szybko zrzucona, a duży wkład w ten czyn mieli mieszczanie pracujący na polach, w tym wiele kobiet. W ślad za nimi uderzyli żołnierze nicejscy, którzy zmusili Turków do wycofania się. Nie ma wystarczających dowodów na potwierdzenie relacji o zdobyciu chorągwi przez kobiety, niemniej jednak kolejne ataki na Niceę, od tego momentu nie przyniosły żadnego rezultatu. 
Przez kolejne dni wojska francusko-tureckie pustoszyły okolicę. Ponowiono także ostrzał miasta. Tylko jednego dnia 16 sierpnia wystrzelono na Niceę 965 kul armatnich. Karol III obawiał się, że mury nie wytrzymają tak silnego ostrzału, podjął zatem rozmowy z hrabią d'Enghien, po czym 23 sierpnia Francuzi wkroczyli do miasta, zajmując kwatery w obszarach mieszkalnych. Turkom nie zezwolono na wejście do Nicei, wobec czego flota odpłynęła do Villafrance. Mocno zdziesiątkowani obrońcy Nicei schronili się natomiast w cytadeli. 
Dnia 24 sierpnia hrabia d'Enghien zaoferował obrońcom cytadeli opuszczenie pozycji przed planowanym ostrzałem. Z propozycji tej skorzystało około 500 osób, głównie kobiet, starców i dzieci. Cztery dni później walka wybuchła na nowo z wielką siłą. Dnia 2 września nastąpiła kolejna trzydniowa przerwa. 5 września posłaniec d'Enghiena po raz ostatni zwrócił się do obrońców zamku z żądaniem kapitulacji. I tym razem zostało ono odrzucone. 
Kłopoty nie ominęły także Francuzów, którym zaczął kończyć się proch. Po pomoc zwrócili się więc ponownie do Barbarossy. W tym samym czasie nadeszła wiadomość o nadciągającej armii cesarskiej. 6 września nastały gwałtowne deszcze, które zamoczyły proch strzelniczy. W tej sytuacji dzień później Francuzi zabierając działa, wycofali się na okręty. Turcy pozostali jeszcze jeden dzień, pustosząc okolicę. Wycofujące się z Nicei wojska d'Enghiena podpaliły budynki mieszkalne. Następnie Francuzi wycofali się w kierunku rzeki Var na granicę z Francją. Także Turcy opuścili ten region i pożeglowali do Tulonu. Kilka godzin później w okolice Nicei dotarła armia cesarska.

## Podsumowanie
Oblężenie Nicei dla Francuzów nie oznaczało ani zwycięstwa ani porażki. Konflikt pomiędzy Francją a Hiszpanią o panowanie w Górnej Italii po krótkich walkach zakończono na jakiś czas podpisaniem pokoju w Crepy. Franciszek I zmuszony został zrezygnować ze swoich zdobyczy w Italii. Jednak już wkrótce wojna wybuchła z nową mocą w roku 1547. 